# Farnesylisothiocyanat
Farnesylisothiocyanat ist eine natürlich vorkommende organische Verbindung aus der Gruppe der Terpenoide und Isothiocyanate.

## Vorkommen

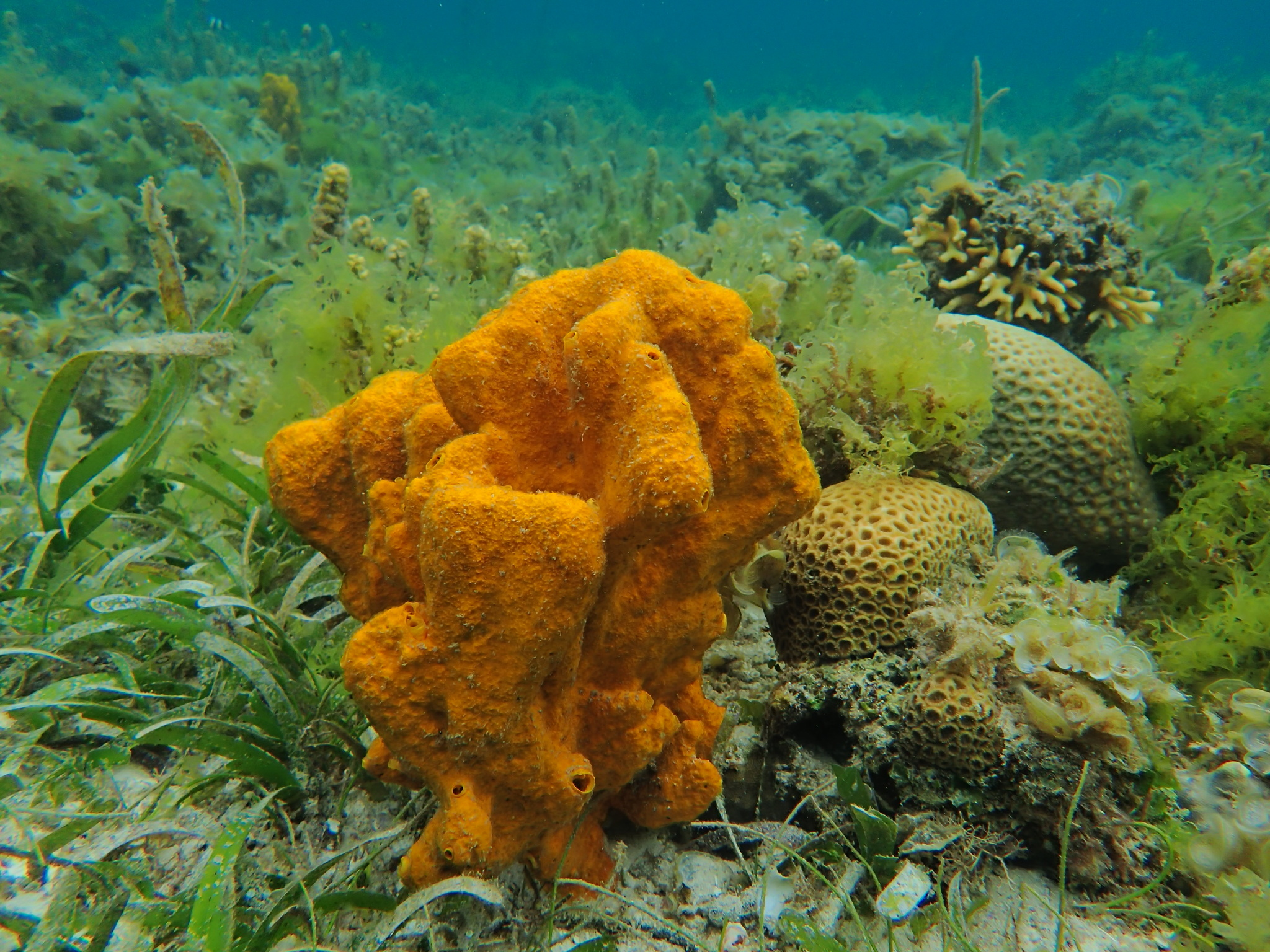
Stylissa massa

Farnesylisothiocyanat kommt in Meeresschwämmen vor. Bei der Art Stylissa massa (Klasse Hornkieselschwämme) wurde nachgewiesen, dass die Verbindung aus Farnesylpyrophosphat mithilfe von anorganischem Cyanid und Thiocyanat biosynthetisiert wird. Es ist selbst wiederum Vorläufer anderer strukturell verwandter Verbindung mit verschiedenen funktionellen Gruppen inklusive dem entsprechenden Carbylaminchlorid, Stylotellan A.

## Herstellung
Farnesylisothiocyanat kann aus Farnesylamin hergestellt werden. Dieses wird zunächst mit Kohlenstoffdisulfid und Natriumhydroxid umgesetzt, dann mit Chlorameisensäurethylester. Eine andere Synthese, die verwendet wurde, um eine Verbindung mit 14C-markierter Isothiocyanat-Gruppe herzustellen, geht ebenfalls vom Farnesylamin aus. Dieses wird zunächst mit Ameisensäureessigsäureanhydrid, das auch als Quelle von 14C dient, zu einem Formamid umgesetzt. Dieses wird mittels Tosylchlorid und Pyridin zum Isonitril dehydratisiert und dann mit elementarem Schwefel zum Isothiocyanat umgesetzt.

## Externe Links zu erwähnten Verbindungen
1. ↑  Externe Identifikatoren von bzw. Datenbank-Links zu (2E,6E)-Farnesylisothiocyanat:  CAS-Nr.: 141651-85-6, PubChem: 101728034, Wikidata: Q104970877.
2. ↑  Externe Identifikatoren von bzw. Datenbank-Links zu Farnesylamin:  CAS-Nr.: 6784-46-9, PubChem: 3080630, Wikidata: Q104924340.